# Девоатин D.37
Девоатин D.37 (фр. Dewoitine D.37) је француски ловачки авион који је производила фирма Девоатин (фр. Dewoitine). Први лет авиона је извршен 1932. године. 

Највећа брзина у хоризонталном лету је износила 405 km/h. Размах крила је био 11,80 метара а дужина 7,44 метара. Маса празног авиона је износила 1295 килограма а нормална полетна маса 1860 килограма.

## Наоружање
| Наоружање авиона: Девоатин     |                    |
| Ватрено (стрељачко) наоружање  |                    |
| Топ                            |                    |
| Митраљез                       |                    |
| Број и ознака митраљеза        | 2 Викерс и 2 Дарне |
| Калибар                        | 7,7 и 7,5          |
| Бомбардерско наоружање (бомбе) |                    |
| Ракетно наоружање (ракете)     |                    |